# 愛乃きらら
愛乃 きらら（あいの きらら、2003年4月18日 - ）は、日本の元ジュニアアイドル。大阪府出身。元バンビーナ所属。

## 概要
いもうとシスターズのメンバーで関西3期生である。
2018年12月27日、4年4ヶ月活動した、いもうとシスターズの卒業をブログにて発表。
趣味はお菓子作りで特技はクラシックバレエ・側転。

## 作品

### DVD&BD
1. フレッシュアイドル SHOW CASE 美少女ツアー2016 vol.01 Blu-ray&DVD（2016年3月25日、アイマックス）
2. フレッシュアイドル SHOW CASE 美少女ツアー2016 vol.02 Blu-ray&DVD（2016年4月25日、アイマックス）
3. フレッシュアイドル SHOW CASE 美少女ツアー2016 vol.03 Blu-ray&DVD（2016年5月25日、アイマックス）
4. 天真爛漫 愛乃きらら（2016年5月25日、アイマックス）
5. 天真爛漫 愛乃きらら Part2（2016年7月25日、アイマックス）
6. ニャンこれ 愛乃きらら（2016年11月25日、アイマックス）
7. フレッシュアイドル SHOW CASE 美少女ツアー2016 vol.07 Blu-ray&DVD（2016年12月20日、アイマックス）
8. ふたり。 宮丸くるみ 愛乃きらら（2016年12月20日、アイマックス） 共演:宮丸くるみ

### イベント
- 「DREAM KIDS Collection2015」